# Rio de Janeiro Open
Rio de Janeiro Open foi o nome comercial do ATP do Rio de Janeiro em 1989.